# CD El Vencedor
Club Deportivo El Vencedor – salwadorski klub piłkarski z siedzibą w mieście Santa Elena, w departamencie Usulután. Występuje w rozgrywkach Tercera División. Domowe mecze rozgrywa na obiekcie Estadio José Germán Rivas.

## Historia
Klub powstał w czerwcu 1921, choć niektóre źródła podają, że został założony w marcu 1937. Przez większą część swojej historii występował w niższych ligach salwadorskich.
W 2019 roku zespół po raz pierwszy w swojej historii awansował do salwadorskiej Primera División, pokonując w decydującym meczu barażowym San Pablo Municipal (0:0, 6:5 k.). W najwyższej klasie rozgrywkowej rozgrywał swoje domowe mecze początkowo na obiekcie Estadio Jiboa w mieście San Vicente, a następnie na Estadio Sergio Torres w mieście Usulután. W marcu 2020 ze względu na pandemię COVID-19 decyzją Salwadorskiego Związku Piłki Nożnej (FESFUT) zdecydowano się zakończyć rozgrywki ligi salwadorskiej (sezon Clausura 2020) po jedenastu kolejkach, a drugiej wówczas w tabeli drużynie El Vencedor przyznać tytuł wicemistrza Salwadoru. Niedługo potem uznano jednak, iż za przerwany sezon nie zostanie przyznany tytuł mistrza i wicemistrza kraju.
W marcu 2020 potwierdzono, że El Vencedor sprzedał swoją licencję klubowi Atlético Marte. Tym samym zakończył działalność na poziomie najwyższej ligi i powrócił do gry w niższych ligach salwadorskich.